# Dipartimento federale dell'economia, della formazione e della ricerca
Il Dipartimento federale dell'economia, della formazione e della ricerca (DEFR) è uno dei sette Dipartimenti (Ministeri) nel governo svizzero. 
Guy Parmelin è a capo di questo Dipartimento dal 1º gennaio del 2019.

## Cambiamento di denominazione
- 1848 Dipartimento del commercio e dei pedaggi
- 1873 Dipartimento delle ferrovie e del commercio
- 1879 Dipartimento del commercio e dell'agricoltura
- 1888 Dipartimento dell'industria e dell'agricoltura
- 1896 Dipartimento del commercio, dell'industria e dell'agricoltura
- 1915 Dipartimento dell'economia pubblica
- 1979 Dipartimento federale dell'economia pubblica
- 1998 Dipartimento federale dell'economia
- 2013 Dipartimento federale dell'economia, della formazione e della ricerca

## Competenze
- Segretariato di Stato dell'economia
- Ufficio della formazione professionale e della tecnologia
- Ufficio dell'agricoltura
- Ufficio di veterinaria
- Ufficio per l'approvvigionamento economico del Paese
- Ufficio delle abitazioni
- Sorveglianza dei prezzi
- Commissione della concorrenza
- Ufficio del consumo
- Organo d'esecuzione del servizio civile

## Consiglieri federali a capo del dipartimento
| - 1848-1853: Friedrich Frey-Herosé - 1854: Wilhelm Matthias Naeff - 1855: Josef Munzinger - 1855-1856: Constant Fornerod - 1857: Melchior Josef Martin Knüsel - 1858: Constant Fornerod - 1859-1860: Melchior Josef Martin Knüsel - 1861-1866: Friedrich Frey-Herosé - 1867-1873: Wilhelm Matthias Naeff - 1873-1874: Johann Jakob Scherer - 1875-1877: Karl Schenk - 1878: Joachim Heer | - 1879-1880: Numa Droz - 1881: Antoine Louis John Ruchonnet - 1882-1886: Numa Droz - 1887-1896: Adolf Deucher - 1897: Adrien Lachenal - 1898-1902: Adolf Deucher - 1903: Ludwig Forrer - 1904-1908: Adolf Deucher - 1909: Josef Anton Schobinger - 1910-1912: Adolf Deucher - 1912-1935: Edmund Schulthess - 1935-1940: Hermann Obrecht | - 1940-1947: Walther Stampfli - 1948-1954: Rodolphe Rubattel - 1955-1959: Thomas Holenstein - 1960-1961: Friedrich Traugott Wahlen - 1961-1969: Hans Schaffner - 1970-1978: Ernst Brugger - 1978-1982: Fritz Honegger - 1983-1986: Kurt Furgler - 1987-1998: Jean-Pascal Delamuraz - 1998-2002: Pascal Couchepin - 2003-2006: Joseph Deiss - 2006-2009: Doris Leuthard - 2010-2018: Johann Schneider-Ammann - Dal 1º gennaio 2019: Guy Parmelin |